# Dolphin (Schiff, 1752)
Die Dolphin war ein 24-Kanonen-Kriegsschiff 6. Ranges der britischen Marine, das zwischen 1752 und 1777 in Dienst stand und als Forschungsschiff bei zwei Expeditionen in der Südsee eingesetzt wurde.

## Geschichte
Die spätere Dolphin wurde am 26. Septemberjul. / 7. Oktober 1747greg. nach den Richtlinien des 1745 Establishment bestellt. Das Schiff wurde unter der Bauaufsicht von Earlsman Sparrow auf einer Werft in Rotherhithe (London) am 3. Augustjul. / 14. August 1747greg. auf Kiel gelegt und der Stapellauf erfolgte am 1. Maijul. / 12. Mai 1751greg.. Die Baukosten betrugen 8.545 Pfund und 6 Pence (siehe Pfund Sterling).
Das Schiff wurde am 3. Junijul. / 14. Juni 1752greg. durch Captain Richard Howe offiziell in Dienst gestellt und bis Oktober 1752 in der Marinewerft in Deptford für weitere 3.327 Pfund 12 Schilling und 2 Pence ausgerüstet.
Im Siebenjährigen Krieg war es Teil der Flotte von Admiral John Byng und nahm an der Schlacht von Menorca (20. Mai 1756) gegen französische Schiffe teil.

### Erste Expedition
1764 wurde die Dolphin als Flaggschiff einer Südsee-Expedition unter das Kommando von John Byron gestellt. Am 21. Juni 1764 segelten die Dolphin und die Tamar – eine Sloop unter Kapitän Mouat – von Portsmouth ab. Ihre Fahrt führte sie über die Kanaren nach Südamerika. Byron steuerte die Falklandinseln an, um sie für England in Besitz zu nehmen, ohne zu wissen, dass die Franzosen ein Jahr zuvor dort schon eine Kolonie gegründet hatten.
Das Schiff passierte die Magellanstraße und lief als erstes die Insel Mas Afuera (heute Alejandro Selkirk) an – eine der Juan-Fernández-Inseln.
Mit nordwestlichem Kurs ging es nach Takaroa, wo Byron trotz unfreundlichem Empfang landete, um sich mit frischem Proviant zu versorgen. Er fand dort Reste von Jakob Roggeveens Africaansche Galey, die 1721 gesunken war. Nachdem man westwärts durch verschiedene Inselgruppen gesegelt war, landete die Dolphin am 30. Juni 1765 auf Tinian (Nördliche Marianen), wo sie neun Wochen blieb. Den Rückweg nahm sie über das Kap der Guten Hoffnung und war am 9. Mai 1766 wieder zurück in England.
Die Dolphin war nach dieser langen Seereise noch in ausgezeichneter Verfassung, was dem Umstand zu verdanken war, dass der Rumpf mit Kupferplatten verkleidet war – zum Schutz gegen den Schiffsbohrwurm. Trotz guter Erfahrung wurde diese Methode erst ab 1783 Standard in der britischen Marine.

### Zweite Expedition
1766 wurde die Dolphin erneut als Flaggschiff ausgerüstet für eine zweite Expedition in die Südsee. Das Kommando über das Unternehmen bekam Samuel Wallis. Als Zweiter Leutnant mit an Bord war Tobias Furneaux. Begleitet wurde die Dolphin diesmal von der Swallow unter Philipp Carteret. Am 26. August 1766 segelte der Verband von Plymouth mit dem Auftrag ab, im Südpazifik Land oder Inseln zu finden, zu vermessen und zu kartografieren. Am 17. Dezember erreichten die Schiffe die Magellanstraße. Sie kämpften knapp vier Monate gegen widrige Winde und konnten erst am 11. April 1767 in den Pazifik einlaufen. Dabei kam die Swallow außer Sicht und jedes Schiff setzte seinen Weg alleine fort. Am 18. Juni entdeckte Wallis die Insel Tahiti. Er blieb fünf Wochen und konnte ein freundschaftliches Verhältnis zur einheimischen Bevölkerung herstellen. Diese bemerkten verwundert, dass sich keine Frauen an Bord befanden, und boten deshalb Sex im Tausch gegen Eisen an. Die Segler entfernten daraufhin derart viele Nägel und anderes Eisen aus dem Schiff, dass die strukturelle Integrität des Schiffs gefährdet wurde. Am 26. Juli trat das Schiff seine Weiterreise an. Über die Gesellschaftsinseln und die Marianen gelangte man nach Batavia, ein beliebter, aber auch malariaverseuchter Anlaufpunkt. Über das Kap der Guten Hoffnung fuhr die Dolphin nach England zurück und lief am 20. Mai 1768 in die Downs ein. Die Swallow traf erst zehn Monate später ein.
Die Dolphin war das erste Schiff mit einer zweimaligen Weltumseglung. Sie blieb als Forschungsschiff weiterhin im Dienst und wurde 1777 abgewrackt.

## Bemerkungen
1. ↑  Als 1745 Establishment wird eine Richtlinie für Bewaffnung und  Abmessungen von Schiffen bezeichnet, die für die Royal Navy zwischen 1747 und 1766 gebaut wurden.